# یواس‌اس آپاچی (۱۸۹۱)
یواس‌اس آپاچی (۱۸۹۱) (به انگلیسی: USS Apache (1891)) یک کشتی بود که طول آن ۱۸۵ فوت ۳ اینچ (۵۶٫۴۶ متر) بود. این کشتی در سال ۱۸۹۱ ساخته شد.